# Trust
Trust (angl. doslova důvěra) je v zemích common law právní vztah mezi osobami, z nichž jedna majetek spravuje tak, aby z něho druhá osoba (beneficient) měla užitek. Je to jedna z forem fiduciárního vztahu, neboli plné správy cizího majetku. Nejčastěji se trustů užívá pro uspořádání rodinného majetku a dobročinných darů.
Trust je unikátním právním institutem angloamerického práva a na kontinentě mu tradičně byla nejbližší fundace (nadace). V současnosti však dochází k vytváření podobných institutů v zemích kontinentálního práva, například v Mexiku, v kanadské provincii Québec, a pod jménem svěřenský fond i v novém občanském zákoníku České republiky (trust se proto do češtiny někdy jako svěřenský fond překládá).

## Angloamerické právo
Trust je v anglosaských zemích velmi rozšířená a úspěšná právní forma hospodaření s majetkem a může mít velmi rozmanité podoby. Nejčastější jsou trusty výslovně zřízené (express trust), které vzniknou tak, že zakladatel (settlor) vyčlení část svého majetku, a to buď v závěti nebo za života smlouvou.
Podle účelu se dělí na veřejné trusty, například dobročinné, které se těší zvláštním daňovým úlevám, a soukromé. Soukromého trustu lze typicky využít, když chce někdo odkázat majetek malým dětem a pověří jiného, aby s ním dobře hospodařil až do věku jejich zletilosti, přičemž je možné si například vymínit vyplácení pravidelných dávek a podobně. Existují i komerční trusty, které zřizují podniky například ke správě penzijního spoření pro zaměstnance, nebo jako nástroj pro zajištění anonymity vlastnictví (anonymizace skutečného majitele).
Samostatnou, a méně běžnou kapitolou jsou trusty implicitní, které zpravidla nařizuje soud. Například může soud nařídit, aby byl podvodně nabytý majetek spravován ve prospěch podvedeného; nebo lze odevzdání peněz, jehož status nebyl výslovně právně vymezen, interpretovat jako založení trustu.
Správce (trustee) může být jeden, nebo několik. Správou výslovně zřízeného trustu lze pověřit například rodinného přítele, který je zručný v zacházení s penězi, nebo profesionála nebo specializovanou firmu (trust business). Správce trustu je před zákonem ve všech ohledech vlastníkem a držitelem tohoto majetku. Navíc má ale odpovědnost spravovat ho tak, aby z toho měl prospěch beneficient; tento závazkový vztah se řídí podle práva ekvity (equity). V tom tkví hlavní rozdíl mezi trustem a například akciovou společností, ve které zůstávají vlastníky akcionáři.

## Průmyslové trusty 19. století
V 19. století vznikaly také průmyslové trusty jako sdružení výrobců, kteří se tímto způsobem snažili vytvořit kartel nebo monopol. V této podobě je znal a kritizoval Karel Marx a slovo trust se pak stalo v marxistické propagandě téměř nadávkou. Zneužívání právní formy trustu bylo ve Spojených státech příčinou přijetí prvních zákonů na ochranu hospodářské soutěže, tzv. anti-trustových zákonů, které omezovaly činnost trustů na jejich původní účel. Tato forma trustu patří minulosti a například Velká ekonomická encyklopedie ji už vůbec neuvádí.